# Oriflame
Oriflame é uma empresa sueca  do ramo de cosméticos, fundada em 1967 pelos irmãos Jonas af Jochnick e Robert af Jochnick. 
Está presente em cerca de 64 países, e em Portugal desde 1985. A venda é feita de forma independente, ou seja, sem lojas, por vendedores através de comissões de venda de porta a porta.